# Iodeto de tálio(I)
Iodeto de tálio(I) é o composto de fórmula química TlI.

## Aplicações
O iodeto de tálio(I) é adicionado a lâmpadas de arco de mercúrio para melhorar o seu desempenho. A luz produzida é principalmente na parte verde azulado do espectro de luz visível menos absorvido pela água, de modo que estes foram utilizados para iluminação subaquática.  O iodeto de tálio(I) também é usado em quantidades de traço com NaI ou CsI para produzir cintiladores usados em detectores de radiação.

## Segurança
Todos os compostos de tálio, o iodeto de tálio (I) é altamente tóxico.